# Pópulo e Ribalonga
Pópulo e Ribalonga (oficialmente: União das Freguesias de Pópulo e Ribalonga) é uma freguesia portuguesa do município de Alijó, com 21,3 km² de área e 409 habitantes (censo de 2021). A sua densidade populacional é 19,2 hab./km².

## História
Foi constituída em 2013, no âmbito de uma reforma administrativa nacional, pela agregação das antigas freguesias de Pópulo e Ribalonga com sede em Pópulo.

## Demografia
A população registada nos censos foi:
| Distribuição da População por Grupos Etários | Distribuição da População por Grupos Etários | Distribuição da População por Grupos Etários | Distribuição da População por Grupos Etários | Distribuição da População por Grupos Etários | Distribuição da População por Grupos Etários |
| -------------------------------------------- | -------------------------------------------- | -------------------------------------------- | -------------------------------------------- | -------------------------------------------- | -------------------------------------------- |
| Antes da agregação                           |                                              |                                              |                                              |                                              |                                              |
| Ano                                          | 0-14 anos                                    | 15-24 anos                                   | 25-64 anos                                   | >= 65 anos                                   | Total                                        |
| 2001                                         | 101                                          | 77                                           | 299                                          | 150                                          | 627                                          |
| 2011                                         | 47                                           | 54                                           | 226                                          | 181                                          | 508                                          |
| Após a agregação                             |                                              |                                              |                                              |                                              |                                              |
| Ano                                          | 0-14 anos                                    | 15-24 anos                                   | 25-64 anos                                   | >= 65 anos                                   | Total                                        |
| 2021                                         | 23                                           | 28                                           | 199                                          | 159                                          | 409                                          |

## Povoações
- Cal de Bois
- Casas da Estrada
- Pópulo
- Rapadoura
- Ribalonga
- Vale de Cunho